# میگل آنخل لوزانو آیالا
میگل آنخل لوزانو آیالا (انگلیسی: Miguel Ángel؛ زادهٔ ۱۶ سپتامبر ۱۹۷۸) بازیکن سابق فوتبال اهل اسپانیا است.